# Deportivo Pereira
Deportivo Pereira (llamado oficialmente por su razón social Deportivo Pereira Futbol Club S.A., y conocido anteriormente como Corporación Social Deportiva y Cultural de Pereira Corpereira), es un club de fútbol colombiano de la ciudad de Pereira, capital del departamento de Risaralda, fue fundado el 12 de febrero de 1944. Es uno de los equipos históricos del Fútbol Colombiano, ya que ha competido 74 temporadas en primera división, desde 1949 (un año después de la fundación del campeonato), hasta la actualidad. Participó en la Categoría Primera B que es la segunda división del fútbol colombiano en dos ocasiones. 1997 - 2000 y 2012 - 2019. Retornó a la Categoría Primera A desde el año 2020 al asegurar uno de los dos cupos de ascenso en la Primera B. Logró su primer título de primera división al coronarse campeón del Torneo Finalización 2022 ante Deportivo Independiente Medellín, título logrado después de 78 años desde su fundación.

## Historia

### Fundación
El nacimiento del Deportivo Pereira Fútbol Club se le atribuye a Pedro Patiño ‘Peruco’, Luis Carlos Marulanda, Rogelio Díaz ‘Control’, Faustino Chiquito y los Hermanos Gabriel y Hernando Cardona Rojas quienes se unieron para conformar un solo equipo para la ciudad y así evitar los desmanes que se producían cuando “Vidriocol” y “Otún”, se enfrentaban. La fundación del club fue el 12 de febrero de 1944. El club es uno de los mayores símbolos de la ciudad.

### En el profesionalismo
En la temporada 1949, Deportivo Pereira hizo su debut en la Categoría Primera A frente a la Universidad Nacional, cayendo 1-2. El primer gol en su historia lo convirtió el ecuatoriano Humberto Suárez. Su primer triunfo lo obtiene en calidad de visitante frente al Atlético Bucaramanga (1-2) con goles de Omar Barahona y José “Mico” Zapata. Obtiene un segundo triunfo en el torneo nuevamente en calidad de visitante frente a Atlético Bucaramanga (3-4) en la ciudad de los parques.
En octubre 9 (fecha 22) obtiene su primer triunfo en la historia en calidad de local al vencer a Huracán por 4-1 con anotaciones de Carmelo Enrique Colombo, José “Mico” Zapata, Inocencio Paz Lasso “Cencio” y autogol de Santos Isaza. El primer goleador del cuadro “Deportivo Pereira” fue el vallecaucano Inocencio “Cencio” Paz Lasso con 11 anotaciones. Esa temporada terminó en el último lugar con solo 14 puntos.
En el estadio Alberto Mora Mora jugaba el Deportivo Pereira donde logró empatar 4-4 contra el Millonarios de Alfredo Di Stéfano el 23 de julio de 1953, en plena época de El Dorado. Ya en 1956 tuvo una destacada actuación en la Copa Colombia de 1956 en la cual se clasificó al triangular final y terminó tercero detrás del campeón Millonarios Fútbol Club y el subcampeón Deportivo Independiente Medellín. El estadio Alberto Mora Mora tiene una capacidad para 10.000 espectadores y está a la espera de ser remodelado para que allí el Deportivo Pereira pueda jugar sus partidos de Copa Colombia. Esta remodelación constaría de completar el estadio con las tribunas Oriental, Sur y Norte permitiendo así tener un aforo completo de 20.000 espectadores. La silletería sería de color rojo. 
El equipo matecaña estuvo cerca del título en la temporada 1966 donde club logró el podio con un tercer lugar, este equipo fue dirigido por el paraguayo César López Fretes.
En más de sesenta años no fue campeón de Primera División, alcanzando cuatro terceros lugares en sus mejores presentaciones, la última de ellas en 1974. Aunque el equipo más recordado fue el de 1982 dirigido por Gilberto Osorio y que tuvo como alineación base a Óscar Héctor Quintabani, el "Ratón" Echeverri, Victor Longo, Henry Viáfara, Gilberto Cabrera, Farid Perchy, Sergio Cierra, Benjamín "Mincho" Cardona, Eduardo Emilio Vilarete, y Jairo 'Chiqui' Aguirre; y que tuvo como suplentes al arquero Reynel Ruiz, en el medio Manzi, Ponciano Castro y adelante a Abel Augusto Lobatón, Hernán "Pistolero" Villa, Iván Darío "Chumin" Castañeda.

### Primer Descenso
En el Torneo Adecuación 1997 perdió la categoría y se mantuvo tres años en la segunda división.
En el 2000, siendo técnico Walter Aristizábal y teniendo figuras como Rafael Castillo, Hernán Darío Cardona, César A. Roa,Daniel Vélez y Jairo Serna, ganó el torneo de la Primera B y volvió al profesionalismo.

### Primer Ascenso
Desde entonces volvió cinco veces a cuadrangulares semifinales. Se destacó al ser octavo en el Torneo Apertura 2003, cuarto en el Torneo Finalización 2005, quinto en el Torneo Apertura 2006, sexto en el Torneo Finalización 2008, y cuarto en el Torneo Finalización 2009.
En 2007, quedó penúltimo de la tabla de promedio para el descenso, debiendo enfrentar a Academia en la serie de promoción. En el doble enfrentamiento, Pereira mantuvo la categoría, ganando con el marcador global de 4-2, teniendo como máxima figura a Óscar Restrepo.
A finales del 2008, luego de una buena temporada en el torneo finalización, se inició el proceso de democratización del club. Después de varios meses de procesos jurídicos, el 26 de marzo del 2009 se confirmó por parte de la División Mayor del Fútbol Colombiano (Dimayor) y la Federación Colombiana de Fútbol el Deportivo Pereira Sociedad Anónima, que administró el club hasta 2010, donde regresó a manos particulares.
En el año 2009, aunque se salvó del descenso directo, debió jugar la serie de promoción ante el subcampeón de la Primera B. El equipo que enfrentó fue Atlético Bucaramanga y mantuvo la categoría con marcador de 5-3 a favor.
En la Copa Colombia hay que destacar la campaña del 2010, donde en octavos de final eliminó al Deportivo Pasto y en cuartos de final quedó eliminado por La Equidad.

### Segundo descenso
Tras la salida de Julio Avelino Comesaña rumbo a la selección Colombia en 2011, Alfredo Araújo dirigió al Deportivo Pereira en su última etapa en Primera División.
El equipo matecaña tuvo un buen 2009, al clasificar a los cuadrangulares del torneo finalización; pero el equipo en el torneo finalización 2010 no ganó ningún partido y en el torneo apertura 2011 solo ganó un partido de 18 posibles. En el torneo finalización tuvo posibilidades de clasificar a los cuadrangulares, pero en la tabla del descenso de la temporada 2011 quedó último con 112 puntos a 15 puntos de América de Cali que debió jugar la serie de promoción.
El 6 de noviembre de 2011, Deportivo Pereira perdió por segunda vez la categoría, por lo que a partir de la temporada 2012 el equipo jugó en la Primera B del fútbol colombiano.
El Pereira logró un récord de puntos al conseguir en el segundo semestre de la temporada 2012 un total de 43 puntos, lo que lo convierte en el primer equipo en haber alcanzado dicha cifra. Sin embargo, con el técnico ecuatoriano Octavio Zambrano no pudo regresar a la máxima categoría.

### Crisis administrativa y riesgo de desaparición
El 30 de octubre de 2013, por medio de un comunicado, Coldeportes anunció que le retira el reconocimiento deportivo a la Corporación Social, Deportiva y Cultural de Pereira (Corpereira), debido a la reincidencia en el incumplimiento de sus obligaciones laborales, motivo por el cual el equipo no podía realizar ninguna actividad de tipo deportivo mientras dicha sanción no fuera levantada.
Por motivo de la crisis que haría desaparecer al club, hubo una iniciativa para crear al "Deportivo Matecaña" que habría reemplazado al Deportivo Pereira para que no quedara la ciudad sin fútbol profesional. Sin embargo, el presidente de la Federación Colombiana de Fútbol, Luis Bedoya, expresó el deseo oficial de salvación del club, que debía pagar 180 millones de pesos para recuperar su reconocimiento deportivo, y responder por 17 mil millones de pesos en pasivos.
En enero de 2014, luego de pagar más de 180 millones de pesos a sus acreedores, el Deportivo Pereira recibió de Coldeportes nuevamente el reconocimiento deportivo que había perdido en octubre de 2013. De esta manera participó en la Temporada 2014 del torneo de ascenso en el que estuvo en los primeros lugares sin llegar a ser campeón y ascender.
A comienzos del 2015 disputó junto a otros 7 equipos 'históricos' que se encontraban en segunda división, un cuadrangular que buscaba el ascenso de 2 de estos equipos para completar 20 escuadras en la Liga  de Primera división; sin lograr tampoco el objetivo de estar en la máxima categoría del fútbol colombiano.
En el 2015 fueron dirigidos por Hernán Lisi, quien llevó al Deportivo Pereira a una muy buena oportunidad de regresar a la máxima categoría del Fútbol Profesional Colombiano. Cabe destacar la importante actuación del Aurirojo, quienes consiguieron quedar en segundo lugar con 60 puntos detrás del luego ascendido Atlético Bucaramanga quien terminó con 71; ya en los cuadrangulares disputó el grupo B con Fortaleza, Leones y Unión Magdalena, alcanzando 13 unidades sólo superado por Fortaleza quien obtuvo 15 puntos, acabando con el sueño del ascenso.
En este año se dieron a conocer buenos jugadores como el caso de Juan Camilo Hernández Suárez y Leonardo Castro quien luego sería adquirido por el Independiente Medellín.
En el 2016, se comenzó un proceso nuevo con la aspiraciones de llegar a la máxima categoría trayendo un técnico nuevo, como lo era el Argentino Oscar Craviotto, que como jugador había conseguido grandes hazañas, y como entrenador había clasificado a The Strongest a la Copa Libertadores 2014. Al parecer era un técnico muy calificado y así lo demostró en la fase de todos contra todos, donde el Deportivo Pereira logró ser primero con 70 unidades en 32 compromisos logrando así 22 victorias, tan solo 4 empates y 6 derrotas; anotando 58 tantos y recibiendo 28 goles, con un rendimiento del 73%, convirtiéndose en el principal favorito al ascenso. Entre los compromisos más recordados está el 7-2 que le propinó al Atlético Fútbol Club el primero de agosto de aquel año, también fue vendido Juan Camilo Hernández Suárez por una cifra de 1.8M€ al Granada Club de Fútbol.
Ya en cuadrangulares ocupó el segundo lugar del grupo. En su último partido de visitante contra Leones estuvo a pocos minutos de lograr el regreso a la máxima categoría, pero un gol del local en el último minuto acabaría con sus esperanzas.
En el primer semestre de 2017 el equipo clasificó entre los ocho en el todos contra todos quedando primero; en cuartos de final quedó eliminado por el Cúcuta Deportivo. En el Segundo Semestre quedó segundo del todos contra todos y fue eliminado en cuartos de final por Real Cartagena.
En la Temporada 2018 quedó tercero en el todos contra todos y en los cuadrangulares semifinales quedó tercero del Grupo B.

### Segundo ascenso y bicampeonato de segunda división
En la Temporada 2019 el Deportivo Pereira de Néstor Craviotto hace un año histórico, logra una gran Copa Colombia 2019 jugando 10 partidos, ganando 6, empatando 3 y perdiendo 1; consiguiendo el quinto lugar. Algunos datos relevantes pueden ser los resultados como el 5-1 a Jaguares de Córdoba; Los 5 goles que anotó Rafael Enrique Navarro en la competición, lo convirtieron en el segundo máximo goleador de la edición de esta competición. 
En el torneo apertura ocupó el tercer lugar de la fase del todos contra todos con 28 puntos. En cuadrangulares ocupó el primer lugar con 15 puntos. En la final debió enfrentar a Cortuluá;el partido de ida el local 2-1 se hace con la victoria, en el partido de vuelta, el equipo local venció 2-1; para luego coronarse campeón desde los doce pasos.Fue una gran noche para el arquero Harlen Castillo ya que logró atajar un penal durante los 90 minutos y 2 más en la tanda de penales. Algunos datos relevantes de este campeonato dan como goleadores del equipo a Diego Álvarez 12 goles y Jairo Molina con 11 respectivamente además del 5-0 propinado a Tigres en el metropolitano de techo.
Para el torneo finalización ocupa el quinto lugar en el todos contra todos con 25 puntos. Nuevamente consigue el primer lugar en los cuadrangulares semifinales consiguiendo 13 puntos; de esta manera tenía asegurado el ascenso a primera división (Al haber ganado ya el primer torneo corto y ser inalcanzable en la tabla de reclasificación). En la final del segundo torneo corto enfrentaría a Boyacá Chicó; en el primer partido en la ciudad de Pereira con alrededor de 20.000 aficionados, ganaría con un marcador de 2-1; el partido de vuelta, jugado en Tunja, el marcador terminó 1-1, lo que le aseguraba al Pereira el segundo torneo corto, el título del año y el ascenso oficial a la Primera División.
Algunos datos relevantes: Los goleadores de este año fueron Jairo Molina con 18, Diego Álvarez con 17 por Torneo, por Copa Rafael Enrique Navarro con 5; el cuadro Matecaña disputó 46 partidos por Torneo y consiguió 25 Victorias, 13 Empates y 8 Derrotas, para un total de 88 puntos, dando como por resultado el primer puesto de la reclasificación; anotando 65 goles y recibiendo 32. Sumado lo hecho en copa las estadísticas son: 56 Partidos jugados, 31 Victorias, 16 empates y 9 derrotas, 85 anotaciones y recibiendo 44. Para un total de 109 puntos con un rendimiento de puntos total del 64.8%.

### 2020: Subcampeonato de la Liguilla
Luego de quedar eliminado en el Campeonato colombiano 2020, Deportivo Pereira enfrentó a Águilas Doradas Rionegro, Independiente Medellín y Envigado en el Grupo A en la Liguilla 2020. 
En la Semifinal de la Liguilla, Deportivo Pereira enfrentó ante Atlético Bucaramanga empataron 1 - 1 y pasó en los Penales. 
En la Final de la Liguilla, Deportivo Pereira enfrentó ante Millonarios, quedando subcampeón de la Liguilla.

### 2021: Del descenso al subcampeonato de la Copa Colombia
Luego de un tormentoso 2020 con la pandemia de por medio y una actuación discreta en la Liga Colombiana después de su ascenso, el equipo comienza el año con la motivación de lograr buenos resultados. Al mando del director técnico Jorge Artigas, el equipo no tuvo un buen arranque en el torneo y cada vez más lo puso cerca del descenso. Luego de una serie de malos resultados, el técnico a cargo es apartado y se designa a Alexis Márquez (Exjugador, preparador de arqueros y asistente técnico de la institución), con quién el equipo logra mantenerse en primera división y cerrar de buena manera el primer semestre de la Liga Betplay 2021 -I. Para el segundo semestre, el rendimiento del equipo mejora considerablemente; clasificando a cuadrangulares semifinales. En la Copa Colombia 2021, el conjunto Matecaña tuvo una destacada actuación que llevó al equipo hasta  final de la Copa Colombia, siendo un hito histórico puesto a que era la primera final que afrontaba el club estando en Primera División. Deportivo Pereira perdió en el duelo de ida ante Atlético Nacional en el Estadio Atanasio Girardot ; en el partido de vuelta logró vencer a su rival por 1 - 0. Dejando el marcador global 5 - 1 en el Estadio Hernán Ramírez Villegas.

### 2022: Primer título de primera división y primera participación en Copa Libertadores
Se inicia el año 2022 bajo el semblante del "profe" Alexis, se conforma al equipo y se suman refuerzos con jugadores importantes como Leonardo Castro y el Pecoso Correa. Si bien el conjunto tuvo una forma de juego marcada, los resultados al finalizar el Torneo Apertura no fueron los esperados, por lo que Alexis Márquez decide dar un paso al costado; el equipo luego nombra a Alejandro Restrepo como nuevo entrenador. El estratega saliente de Atlético Nacional, toma las riendas para dirigir en el Torneo Finalización al cuadro Matecaña. El equipo inicia con traspiés la liga, pero con el paso de los partidos el rendimiento del equipo mejora, brindando un juego vistoso y agradable. El equipo pereirano logra clasificarse para los cuadrangulares semifinales luego de vencer 1-3 al Atlético Bucaramanga en el Estadio Alfonso López por la última fecha del todos contra todos. Sorteados los grupos, Deportivo Pereira se debió enfrentar a equipos como Independiente Santa Fe, Junior de Barranquilla y Millonarios, que en la previa eran los equipos favoritos del grupo sobre el equipo Matecaña. Para la sorpresa de muchos, el conjunto Matecaña logra ganar su cuadrangular y por primera vez logra instalarse en una final de la Liga Colombiana, ilusionando a los hinchas del equipo con la obtención de un primer campeonato de primera división. En el partido de ida de la Final se enfrentó ante el Independiente Medellín en el Estadio Atanasio Girardot en Medellín donde empataron 1 a 1. El partido de vuelta en el Estadio Hernán Ramírez Villegas, Deportivo Pereira e Independiente Medellín igualaron 0-0; por lo que todo se definiría desde los tiros desde el punto penal. La figura de la tanda de penaltis fue el guardameta Harlen Castillo quien atajó dos de los cuatro penales del rival. El resultado final fue de 4-3 a favor del equipo pereirano; logrando un hito que lo consagraría como campeón de primera división. El título fue logrado después de 78 años de fundación del equipo y 73 años en el Fútbol Profesional Colombiano desde su debut en 1949. Además, este logro hizo enmarcar a jugadores como Harlen Castillo, Jhonny Vásquez, Carlos Ramírez y Leonardo Castro como ídolos de la institución. Gracias a la obtención de este título, Deportivo Pereira aseguró un cupo en la Copa Libertadores 2023, siendo la primera participación internacional en la historia del club.
Ya en 2023, Pereira sería ubicado en el Grupo F de la Copa Libertadores con el histórico Boca Juniors de Argentina, Colo Colo de Chile, y Monagas de Venezuela. Debutó el 5 de abril contra Colo Colo, en el Estadio Hernán Ramírez Villegas, partido que comenzaría perdiendo en el minuto 24 con gol de Leonardo Gil, sin embargo al minuto 81, Angelo Rodríguez, apareció tras una serie de rebotes para anotar el 1-1, y así anotar el primer gol internacional para el Pereira, logrando en la primera fecha su primer punto. En la siguiente fecha enfrentó a Boca Juniors en la La Bombonera, tras haber sido superior en gran parte del juego, al minuto 76, Jimer Fory apareció con un remate cruzado, inatajable para Sergio Romero y poner el 0-1 para Pereira, pero Boca reaccionó a tiempo y remontó el juego con anotaciones de Luis Advíncula y en el minuto 99 Alan Varela, escapándose de las manos lo que pudo haber sido un histórico triunfo del equipo pereirano. En el siguiente partido, ante Monagas, logró la victoria con marcador de 2-1, con goles de Carlos Ramírez y Jimer Fory, para así lograr su primer triunfo como internacional. 
Al mismo tiempo que Deportivo Pereira jugaba la Copa Libertadores, el equipo no logró quedar entre los 8 primeros del Torneo Apertura, terminando en la posición 12 y sin opción de defender el título conseguido el semestre pasado. Sin embargo, el equipo debía continuar su participación en la Libertadores. El 24 de mayo, lograría una histórica victoria ante Boca Juniors en condición de local con gol de Arley Rodríguez, quedando parcialmente como colíder del grupo junto al equipo argentino. El 6 de junio, no pudo ganarle a Monagas en Venezuela, cayendo por la mínima y perdiendo la oportunidad de clasificarse con una fecha de anticipación, sin embargo Boca le ganó a Colo Colo, y clasificó, por lo que el orden no tuvo movimiento, por lo que si Pereira sumaba tan solo 1 punto en Chile, ante Colo Colo, clasificaba a la siguiente ronda de libertadores, cosa que sucedió ya que Pereira empató en Chile 0-0, eliminó a Colo Colo, y clasificó como segundo detrás de Boca Juniors con 8 puntos. Su rival en octavos fue Independiente del Valle de Ecuador. La serie comenzó en Pereira, el 2 de agosto, ganando Pereira la ida con gol de Juan Danilo Santacruz. La vuelta fue el 10 de agosto en el Estadio Olímpico Atahualpa de Quito, donde Pereira clasificaba a los cuartos de final en su primera participación, logrando un empate de visitante.[cita requerida]

## Estadio
El estadio Alberto Mora Mora, conocido popularmente como “El Fortín de Libaré” fue el primer hogar del Deportivo Pereira que vivió las mejores épocas del equipo. En ese sitio el Pereira disputó sus mejores encuentros.
El estadio Hernán Ramírez Villegas, inaugurado en 1971 y remodelado en 1993 y 2011, es usado para los partidos de local del Deportivo Pereira. Este mismo escenario deportivo fue sede de los Campeonato Sudamericano Sub-20 de 1992 y 2005, al igual que fue sub-sede de la Copa América 2001. También el estadio fue sede de la Copa Libertadores, cuando albergó al Cortuluá en el 2002, y Copa Sudamericana en el 2014 con Águilas Pereira (actual Águilas Doradas). En 2021 el estadio fue utilizado como sede alterna para los juegos como local de Atlético Nacional y La Equidad en las copas Libertadores y Sudamericana, respectivamente y en 2023 recibe por primera vez partidos de Copa Libertadores del equipo de la ciudad, el Deportivo Pereira.  
Este estadio también fue una de las sedes de la Copa Mundial de Fútbol Sub-20 de 2011, por lo cual fue completamente remodelado a su nuevo aforo para 30.297 espectadores. Además es utilizado por el Deportivo Pereira para la Copa Libertadores 2023.

## Símbolos

### Escudo
El escudo del Deportivo Pereira toma la forma del francés moderno, con una partición de tipo tajado, sus colores representativos, rojo en la parte superior y amarillo en la parte inferior. En la parte superior posa un balón de fútbol, mientras en el interior del escudo aparecen las iniciales del club, una 'D' y una 'P'. A lo largo de su historia, el Deportivo Pereira ha presentado leves cambios en su escudo, siendo estos la representación del balón, la tipografía utilizada en las iniciales, el borde del escudo y la aparición del nombre completo en medio de un listón ubicado en la parte superior. El escudo reciente data de 2015 y fue diseñado por el diseñador gráfico Mauricio Hernández.[cita requerida]
| Evolución del escudo | Evolución del escudo | Evolución del escudo |
| 1956                 | 2000                 | 2022                 |
| -------------------- | -------------------- | -------------------- |
|                      |                      |                      |

### Uniforme
Desde sus inicios, en 1944, los colores que han identificado al club son el rojo y el amarillo, además del negro. Siempre se han mantenido los colores de la bandera de la ciudad de Pereira.
- Uniforme Titular: Camiseta amarilla con franja desvanecida roja, pantalón amarillo y medias amarillas.
- Uniforme Alternativo: Camiseta azul con franjas laterales rojas, pantalón azul, medias azules. Pero generalmente el segundo uniforme va de un tono más oscuro, para contrastar los colores vivos del Uniforme Titular.

#### Evolución
| 1944-1950 | (Ver evolución) | 2025 |

### Mascota
La mascota oficial del Deportivo Pereira es el lobo, en ocasiones el escudo del equipo ha ido acompañado de las huellas del canino marcadas en su escudo.
En la primera temporada del 2001, antes del primer partido contra el Atlético Bucaramanga, la junta directiva de aquella época, presentó unos jaguares recién nacidos y los nombraron como mascota oficial del equipo, buscando mejorar la imagen del club, siendo identificado como mascota del Pereira.
El lobo simboliza la fuerza, el valor, la fiereza, la agilidad y sutlileza abrazando la oscuridad convirtiendo todo en un punto neutro de equilibrio total.
En el 2016 los actuales directivos decidieron darle una nueva mascota a la hinchada, llamada "Rocko" representada por un lobo, este animal representa respeto, fidelidad y unión, así como la cohesión que debe haber entre ciudad, hinchada y directivos.

### Hinchada

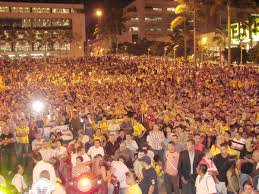
Hinchada Matecaña, Presentación Plantilla 2008.

Entre la hinchas más representativos, se encuentra Cecilia Monsalve "Chila" una de las seguidoras más representativas del verdadero sentimiento "aurirojo" y el amor por sus colores y su tierra. También hay que tener en cuenta al Sacerdote Antonio José Valencia Murillo "padre Valencia" con su representativo noticiero deportivo en la Catedral siendo el principal tema Deportivo Pereira y la villa Olímpica; siendo uno de los causantes de darle Villa Olímpica a la ciudad, con su famoso carisma para invitar a Pereiranos a que aportarán en la construcción de la misma, realizando los famosos convites, "Villa Olímpica haremos en Pereira moviendo tierra tal cual ayer, cuando a Colombia le entregamos Matecaña sin fuerza extraña que agradecer.
También tenemos que habla de Lobo Sur Pereira, la barra oficial del equipo. La barra Lobo Sur nace a finales de 1999; su primera aparición como Lobo Sur en las paredes de la ciudad fue el 19 de noviembre del mismo año mientras se hacían algunos dibujos navideños en uno de los tantos barrios donde abundan integrantes de la barra (San Judas), antes de darle el nombre a la banda se tuvo muchos nombres como propuesta, pero el que más impacto fue el nombre de Lobo Sur, este nombre salió de la carátula de un CD de la banda “Monspell”, el nombre del álbum es “Wolfheart” cuyo género musical es el black metal. Desde ese momento se implantó el nombre de Lobo que posteriormente se adjudicó la tribuna que marcaría nuestro territorio “Sur” por la atracción hacia esta tribuna por los jóvenes hinchas de esta ciudad.

## Datos del club
- Puesto histórico: 11°
- Temporadas en 1.ª: 72 (1949-1953, 1956-1997, 2001-2011, 2020-presente).
- Temporadas en 2.ª: 11 (1998 - 2000, 2012 - 2019).

Mejores puestos en los campeonatos:
- Primera División:
  - 1° (2022-II).
  - 3° (1952, 1962, 1966 y 1974).
  - 4° (1957, 1958, 1959, 1965, 1967, 1982, 2003-I, 2008-II, 2009-II).

- Segunda División:
  - 1° (2000, 2019-I, 2019-II).
  - 2° (1998,[94]).
  - 3° (1999,[95] 2012-II, 2015, 2016, 2017, 2018).

- Copa Colombia
  - 2° ( 2021).

Peores puestos en los campeonatos:
- Primera División:
  - 18° (2004-II,[96] 2005-I,2011-I).

- Segunda División:
  - 14°(2013[97]).

- Copa Colombia
  - 35° (2011).

- Máximo goleador:
  -  Casimiro Ávalos 141 goles.

- Más partidos disputados:
  -  Luis Pompilio Páez 336 Partidos Jugados.

- Máximas goleadas a favor en Primera División:
  - 9 - 0 Huracán Fútbol Club de Medellín en el Campeonato colombiano 1951.
  - 7 - 0 Unión Magdalena en el Campeonato colombiano 1968.
  - 5 - 2 Deportivo Pasto  el 13 de abril de 2008.[98][99]
  - 1 - 4 Independiente Santa Fe  el 3 de septiembre de 2006.[100][101]
  - 4 - 0 Deportes Tolima  el 11 de junio de 2006.[102][103]
  - 4 - 0 Boyacá Chicó  el 1 de marzo de 2009.[104]
  - 4 - 0 Deportes Quindío  el 21 de octubre de 2009.[105]
  - 4 - 0 Envigado F.C.  el 27 de noviembre de 2011.[106][107]
  - 4 - 1 Once Caldas  el 12 de septiembre de 2009.[108][109][110]
  - 5 - 1 Independiente Santa Fe el 27 de noviembre de 2022

- Máximas goleadas en contra en Primera División:
  - 10 - 3 Independiente Santa Fe  en el Campeonato colombiano 1949
  - 9 - 0 Deportivo Cali  en el Campeonato colombiano 1962.
  - 7 - 3 Once Caldas, en el Campeonato colombiano 1997.
  - 5 - 0 Millonarios el 11 de diciembre de 1988
  - 5 - 0 Deportivo Cali el 2 de agosto de 2008.[111]
  - 5 - 1 Once Caldas en los campeonatos de 1979, 1996, 1997, y 2010.
  - 1 - 5 América de Cali  el 21 de noviembre de 2021.
  - 3 - 5 Equidad  el 12 de abril de 2009.[112]
- Máximas goleada a favor en Segunda División:
  - 7 - 2 Atlético Fútbol Club  el  1 de agosto de 2016.[113][114][115][116]
  - 6 - 1 Palmira F. C. el 3 de julio de 1999.
  - 6 - 0 Tigres el 18 de marzo de 2019.

- Máxima goleada en contra en Segunda División:
  - 1 - 6 Valledupar Fútbol Club en el 2014.

- Máximas goleadas en contra en Copa Colombia:
  - 7 – 2  Millonarios el 29 de octubre de 1950.
  - 1 – 7 Boca Juniors de Cali el 11 de mayo de 1952.
  - 5 - 0  Atlético Nacional el 10 de noviembre de 2021.
  - 5 - 2 Once Caldas en 2014
- Máximas goleadas a favor en Copa Colombia:
  - 6 – 1 Juventud Girardot el 12 de agosto de  2009.
  - 1 – 5 Juventud Girardot el 5 de mayo de  2010.
  - 5 - 1 Jaguares de Córdoba el 24 de abril de  2019.

- Primera Anotación en La Historia:
  -  Humberto Suárez  1 – 2 Universidad Nacional 1 de mayo de 1949.
- Jugador más Joven en Debutar:
  -  Cucho Hernández  con 15 años, 11 meses y 14 días.
- Jugadores más Jóvenes en Anotar:
  -  Cucho Hernández 16 años, 4 meses y 16 días.
  -  Ricardo Ciciliano 17 años y 24 días

- Jugadores Argentinos con más partidos disputados:
  - Sergio Antonio Cierra 162 partidos.
  - Oscar Héctor Quintabani 157 partidos.
  - Fernando Battiste 144 partidos.
- Jugadores Paraguayos con más partidos disputados:
  - Ángel Chávez 276 partidos.
  - Casimiro Ávalos 259 partidos.
  - Alfredo Vega 254 partidos.

### Historial Deportivo
| DEPORTIVO PEREIRA       |      |     |     |      |      |      |      |        |
| Campeonatos             | P.J  | P.G | P.E | P.P  | G.F  | G.C  | G.D  | Puntos |
| Primera División        |      |     |     |      |      |      |      |        |
| 69                      | 2544 | 792 | 793 | 1023 | 3468 | 3897 | -429 | 3169   |
| Segunda División        |      |     |     |      |      |      |      |        |
| 11                      | 413  | 208 | 104 | 101  | 617  | 397  | 220  | 728    |
| Copa Colombia           |      |     |     |      |      |      |      |        |
| 16                      | 129  | 42  | 34  | 53   | 170  | 189  | -19  | 160    |
| Torneos Internacionales |      |     |     |      |      |      |      |        |
| 1                       | 6    | 2   | 2   | 2    | 5    | 5    | 0    | 8      |

Actualizado 26 de diciembre del 2021[cita requerida]

### Récords
- Mayor cantidad de partidos ganados en torneos
  - Primera División
    - 26 victorias en 49 partidos en 1982 (torneo largo)
    - 13 victorias en 28 partidos en 2022-ll (torneo cortos)

  - Segunda División
    - 25 victorias en 46 partidos en 2019
- Mayor cantidad de partidos perdidos en torneos
  - Primera División
    - 24 derrotas en 40 partidos en 1991 (torneo largo)
    - 12 derrotas en 18 partidos en 2011-l (torneo corto)

  - Segunda División
    - 15 derrotas en 42 partidos en 2014
- Mayor cantidad de empates en torneos
  - Primera División
    - 25 empates en 51 partidos en 1972 (torneo largo)
    - 8 empates en 18 partidos en 2005-l (torneo corto)

  - Segunda División
    - 13 empates de 42 partidos en 2014
- Mayor cantidad de goles a favor en torneos
  - Primera División
    - 96 goles en 48 partidos en 1963 (torneo largo)
    - 40 goles en 28 partidos en 2022-ll (torneo corto)

  - Segunda División
    - 68 goles en 38 partidos en 2016
- Mayor cantidad de goles en contra en torneos
  - Primera División
    - 95 goles en 52 partidos en 1970 (torneo largo)
    - 37 goles en 24 partidos en 2005-ll (torneo corto)

  - Segunda División
    - 54 goles en 42 partidos en 2014
- Menor cantidad de partidos ganados en torneos
  - Primera División
    - 4 victorias en 26 partidos en 1949 (torneo largo)
    - 0 victorias en 18 partidos en 2010-ll (torneo cortos)

  - Segunda División
    - 12 victorias en 42 partidos en 2019
- Menor cantidad de partidos perdidos en torneos
  - Primera División
    - 7 derrotas en 28 partidos en 1952 (torneo largo)
    - 4 derrotas en 18 partidos en 2011-ll (torneo corto)

  - Segunda División
    - 4 derrotas en 32 partidos en 2000
- Menor cantidad de empates en torneos
  - Primera División
    - 25 empates en 51 partidos en 1972 (torneo largo)
    - 8 empates en 18 partidos en 2005-l (torneo corto)

  - Segunda División
    - 7 empates de 38 partidos en 2016
- Menor cantidad de goles a favor en torneos
  - Primera División
    - 28 goles en 40 partidos en 1991 (torneo largo)
    - 9 goles en 18 partidos en 2004-ll (torneo corto)

  - Segunda División
    - 44 goles en 32 partidos en 2000
- Menor cantidad de goles en contra en torneos
  - Primera División
    - 43 goles en 30 partidos en 1995 (torneo largo)
    - 16 goles en 18 partidos en 2011-ll (torneo corto)

  - Segunda División
    - 17 goles en 32 partidos en 1998

- Mayor tiempo de Valla Invicta:
  - 644 Minutos:  Daniel Vélez 2000 RECORD ABSOLUTO (A,B).[cita requerida]
  - 535 Minutos:  Harlem Castillo 2019.
  - 503 Minutos:  Daniel Vélez (313 min) y  Alexis Márquez (190 min) 2000.
  - 472 Minutos:  Daniel Vélez 1999.
  - 447 Minutos:  Hernando García 1974 Mejor marca en Primera División.[cita requerida]

- Tripletas en la menor cantidad de tiempo:
  -  Ranulfo Miranda en 1951 en 10 min (29, 33, 39) Dep. Pereira 9 – 0 Huracán Fútbol Club de Medellín Primera División.
  -  Hernán Darío Cardona en 2000 en 12 min (80, 85, 90+2) Dep. Pereira 5 – 0 Union Meta Segunda División.

- Jugador con mayor cantidad de tripletes.
  -  Casimiro Ávalos con 7
- Mayor cantidad de fechas de Invicto de Local:
  - 25 Fechas entre 1957 - 1958 Primera División.
  - 23 Fechas entre 2015 - 2016 Segunda División.
- Mayor cantidad de partidos ganados consecutivamente como local:
  - 8 partidos entre 1952 - 1953 Primera División.
  - 11 partidos entre Torneo Apertura 2012 - Torneo Finalización 2012 Segunda División.
- Mayor cantidad de partidos ganados como Visitante consecutivamente:
  - 4 partidos en 1982 Primera División.
  - 4 partidos en 2019 en Segunda División
  - 3 partidos en 2016  en Segunda División
  - 3 partidos en 2021-II en Primera División
- Mayor cantidad de partidos empatados consecutivamente:
  - 5 partidos en 2019 en Segunda División
- Mayor cantidad de partidos sin Ganar:
  - 34 partidos: 3 – 0 Real Cartagena el 27 de marzo de 2010, 1 – 0 Once Caldas 3 de abril del 2011.
- Mayor cantidad de partidos sin ganar de Visitante:
  - 24 partidos entre la apertura 2010 y el finalización 2011.

### Participaciones internacionales
| Competición           | Año de participación |
| --------------------- | -------------------- |
| Copa Libertadores (1) | 2023.                |

## Jugadores

### Plantilla 2025-II
- Los equipos colombianos están limitados a tener en la plantilla un máximo de cuatro jugadores extranjeros. La lista incluye sólo la principal nacionalidad o nacionalidad deportiva de cada jugador.
- Para la temporada 2022 la Dimayor autorizó la inscripción de treinta (30) jugadores a los clubes,[117] de los cuales cinco (5) deben ser categoría Sub-23.[118]
- Los jugadores de categoría sub-20 no son tenidos en cuenta en el conteo de los 35 inscritos ante Dimayor.

### Altas y bajas 2025-II
| Altas                   | Altas          | Altas           | Altas   | Altas |
| Jugador                 | Posición       | Procedencia     | Tipo    |       |
| ----------------------- | -------------- | --------------- | ------- | ----- |
| Juan Sebastian Quintero | Defensa        | Deportivo Cali  | Libre.  |       |
| Jordy Monroy            | Defensa        | Santa Fe        | Cesión. |       |
| Edwin Velasco           | Defensa        | Deportivo Pasto | Libre.  |       |
| Omar Albornoz           | Defensa        | Santa Fe        | Libre.  |       |
| Víctor Mejía            | Centrocampista | Deportivo Cali  | Libre.  |       |
| Gustavo Torres          | Delantero      | Deportivo Pasto | Libre.  |       |
| Marco Pérez             | Delantero      | Junior          | Libre.  |       |

|}
| Bajas           | Bajas          | Bajas        | Bajas            | Bajas |
| Jugador         | Posición       | Destino      | Tipo             |       |
| --------------- | -------------- | ------------ | ---------------- | ----- |
| Jaime Díaz      | Defensa        | Bandera de ? | Cesión.          |       |
| Yeison Suárez   | Defensa        | Junior       | Cesión.          |       |
| Nicolás Rengifo | Centrocampista | Orsomarso SC | Cesión.          |       |
| Eduar Arizalas  | Centrocampista | Bandera de ? | Libre.           |       |
| Luis González   | Centrocampista | 9 de Octubre | Fin de contrato. |       |
| Javier Mena     | Delantero      | Orsomarso SC | Libre.           |       |
| Gianfranco Peña | Delantero      | Bandera de ? | Libre.           |       |

|}

### Jugadores cedidos
Jugadores que son propiedad del equipo y son prestados para actuar con otro conjunto, algunos con opción de compra.
| Cesiones | Cesiones | Cesiones | Cesiones |
| Jugador  | Posición | Cedido a | Hasta    |
| -------- | -------- | -------- | -------- |

### Jugadores cedidos en el club
Jugadores que son propiedad de otro equipo y están prestados en el club, algunos con opción de compra.
| Cedidos | Cedidos  | Cedidos      | Cedidos |
| Jugador | Posición | Cedido desde | Hasta   |
| ------- | -------- | ------------ | ------- |

### Jugadores en selecciones nacionales
Nota: en negrita jugadores parte de la última convocatoria en sus respectivas selecciones.
| País     | Categoría | Jugador(es)                  |
| -------- | --------- | ---------------------------- |
| Colombia | Absoluta  | Darwin Quintero              |
| Colombia | Sub-23    | Eber Moreno, Felipe Mosquera |
| Colombia | Sub-20    | Julián Bazán                 |
| Líbano   | Absoluta  | Samy Jr Mergeh               |
| Líbano   | Sub-20    | Samy Jr Mergeh               |
| Honduras | Absoluta  | Rubilio Castillo             |

## Jugadores históricos

### Extranjeros
- Cien Paraguayos en el Deportivo Pereira. Consultado 26 de octubre de 2018.

| Nacionalidad         | N.º | Jugadores |
| -------------------- | --- | --- |
| Argentina            | 50  | Andronico Cejas, Norberto Sotelo, Sergio Antonio Cierra, Fiera Cáceres, Luis Gerónimo López, Jorge Ramoa, Héctor Canio, Gustavo Tempone, Walter Alberto Fernández, Claudio Mir, Hugo Horacio Lóndero, Turco Amado, Carlos Munutti, Ariel Mario Are, Lorenzo Frutos, Alejandro Mullet, Brignani Martín, Adrián Giampietri, Darío Alberto Gigena, Nicolás Diez, Sebastián Cobelli, Hipólito González, Darío Martínez, Diego Cochas, Adrián Romero, Marcos Godoy, Lucas Nanía, Cristian Gabriel Fernández, Martín Aguirre, Daniel Néculman, Darío Husaín, Walter Cubilla, Fernando Batiste, Germán Cano, Ramiro Arrú, Francisco Ladogana, Pablo Azcurra, Cristian Ruiz, Raúl Zelaya, Brian Flores, Enzo Maidana, Pablo Rossi, Mauro Bustamante, Matías Degra, Jorge Jaime, Gonzalo Lencina, Santiago Gomez |
| Brasil               | 3   | Guilherme Barbosa, Anselmo de Almeida y André Vieira. |
| Canadá               | 1   | Nicolás Galvis |
| Ecuador              | 4   | Hólger Quiñónez, Edwin Tenorio, Christian Lara, Eduardo Hurtado. |
| Estados Unidos       | 1   | Santiago Castaño |
| España               | 1   | Gustavo Cañete |
| Guinea Ecuatorial    | 1   | Yoiver González. |
| Honduras             | 1   | Rubilio Castillo. |
| Panamá               | 3   | Orlando Rodríguez, Gabriel Gómez y Luis Moreno. |
| Paraguay             | 101 | Carmelo Colombo, Alejandrino Genes, Armando Gonzalez, César Santomé, Sixto Cantero, Casimiro Ávalos, Ángel Chávez, Francisco Solano, Pedro Díaz, Pedro Férnandez, Lorenzo Calonga, Ovidio Casarteli, Vicente Sánchez, Ranulfo Miranda, Eligio Isfràn, Marcelino Vargas, Enrique Ávalos, Vicente Rodríguez, Venicio Ferreira, Claudio Lezcano, Isaias Bobadilla, Alfredo Vega Samuel Aguilar, Elizeo Gaona, Clemente Rolón, Apolinar Paniagua, Benito Jiménez, Aurelio Valbuena, Arístides del Puerto, Mario Rivarola, Ramón Rodríguez, Arsenio Valdez, Rafael Verza, Celino Mora, Ramón Correa, Alcides Sossa, Roberto Paredes, Edison Torres, Eugenio Peralta, Carlos Villagra, Óscar Díaz, Ángel Cuéllar, Jorge Brítez, Luís Fernando Rodríguez, Edison Giménez, Danilo Santacruz.                    |
| Perú                 | 7   | Abel Agusto Lobaton, Eugenio La Rosa, Guillermo La Rosa, César Cueto, Francesco Manassero, Carlos Flores, Darío Muchotrigo. |
| República Dominicana | 1   | John López |
| Senegal              | 1   | Birahim Diop |
| Uruguay              | 8   | Angel Zarate, Sergio Santín, Leonardo Medina, Matín Parodi, Diego Vera, Martín Rodríguez y Maximiliano Bajter, Adrián Balboa, Salvador Ichazo |
| Venezuela            | 3   | Carlos Varela, Ricardo Páez y Daniel Linarez. |

### Récords
| Más partidos disputados | Más partidos disputados | Más partidos disputados | Máximos goleadores | Máximos goleadores    | Máximos goleadores |
| ----------------------- | ----------------------- | ----------------------- | ------------------ | --------------------- | ------------------ |
| 1.                      | Luis Pompilio Páez      | 340 partidos            | 1.                 | Casimiro Ávalos       | 141 goles          |
| 2.                      | José Alexis Márquez     | 292 partidos            | 2.                 | Eusebio Escobar       | 99 goles           |
| 3.                      | Rafael Navarro          | 284 partidos            | 4.                 | Ramón Rodríguez       | 68 goles           |
| 4.                      | Henry Roberto Viafara   | 284 partidos            | 3.                 | Sergio Antonio Cierra | 68 goles           |
| 5.                      | Ángel Chavez            | 276 partidos            | 5.                 | Benjamín Cardona      | 60 goles           |
| 6.                      | Eliseo Gaona            | 264 partidos            | 6.                 | Antonio Rada          | 58 goles           |
| 7.                      | Freddy Arce             | 260 partidos            | 7.                 | Leonardo Fabio Castro | 55 goles           |
| 8.                      | Benjamín Cardona        | 259 partidos            | 8.                 | Aristides del Puerto  | 56 goles           |
| 9.                      | Casimiro Ávalos         | 259 partidos            | 9.                 | Efraín Padilla        | 55 goles           |
| 10.                     | Roberto Vasco           | 258 partidos            | 10.                | Abel Lobatón Vesgas   | 48 goles           |
| 11.                     | Alfredo Vega            | 254 partidos            | 11.                | Edisón Ángulo         | 47 goles           |
| 12.                     | Francisco Córdoba       | 252 partidos            | 12.                | Rafael Navarro        | 41 goles           |
| 13.                     | Jairo Aguirre           | 246 partidos            | 13.                | Jairo Aguirre         | 41 goles           |
| 14.                     | Cachaco Rodríguez       | 239 partidos            | 14.                | Franisco Solano       | 40 goles           |
| 15.                     | Manuel Manjarres        | 239 partidos            | 15.                | Didi                  | 38 goles           |
| 16.                     | Gonzalo Echeverry       | 237 partidos            | 16.                | Hugo Arrieta          | 35 goles           |
| 17.                     | Isaías Bobadilla        | 230 partidos            | 17.                | Fiera Cáceres         | 35 goles           |
| 18.                     | Adelmo Vivas            | 219 partidos            | 18.                | Norberto Sotelo       | 33 goles           |
| 19.                     | Chepe Ramírez           | 205 partidos            | 19.                | Andronico Cejas       | 32 goles           |
| 20.                     | Aurelio Valbuena        | 186 partidos            | 20.                | Alfonso Villa         | 31 goles           |
| 21.                     | Eusebio Escobar         | 186 partidos            | 21.                | Apolinar Paniagua     | 30 goles           |
| 22.                     | Ramón Rodríguez         | 183 partidos            | 22.                | Carlos Rodas          | 30 goles           |

Actualizado 22/Dic/2022[cita requerida]

### Botines de oro
| Torneo           | Nacionalidad | Jugador               | Goles |
| Primera División |              |                       |       |
| 1950             | Paraguayo    | Casimiro Ávalos       | 27    |
| 1971             | Paraguayo    | Apolinar Paniagua     | 27    |
| 1975             | Argentino    | Fiera Cáceres         | 35    |
| 1980             | Argentino    | Sergio Cierra         | 26    |
| 1994             | Colombiano   | Ruben Dario Hernández | 32    |
| 2002-1           | Colombiano   | Milton Rodríguez      | 13    |
| 2022-2           | Colombiano   | Leonardo Castro       | 15    |
| Segunda División |              |                       |       |
| 2016             | Colombiano   | Cucho Hernández       | 21    |
| 2019-1           | Colombiano   | Diego Álvarez         | 12    |

## Entrenadores
| Nombre                    | Periodo                    |
| ------------------------- | -------------------------- |
| Luigi Di Franco           | 1949 - 1950                |
| César López Fretes        | 1965 - 1970                |
| Francisco Hormazábal      | 1974 - 1974                |
| Gilberto Osorio           | 1982 - 1982                |
| Miguel Ángel Tojo         | 1987 - 1987                |
| Roberto Telch             | 1987 - 1987                |
| Nelson Abadía             | 1989 - 1990                |
| Oscar Héctor Quintabani   | 1990 - 1992                |
| Eduardo Julián Retat      | 1992 - 1993                |
| Oswaldo Calero (e)        | 1993 - 1993                |
| Luis Fernando Suárez      | 1994 - 1995                |
| Oscar Héctor Quintabani   | 1995 - 1996                |
| Humberto Ortiz Echavarría | 1996 - 1997                |
| Hugo Tobón                | 1997 - 1997                |
| Chonto Herrera (e)        | 1997 - 1997                |
| Polaco Escobar            | 1998 - 1998                |
| José Alberto Suárez       | 1999 - 1999                |
| Juan Eugenio Jiménez      | 1999 - 1999                |
| Walter Aristizabal        | 2000 - 2001                |
| Alexis García             | 2001 - 2001                |
| Carlos Restrepo Isaza     | 2002 - 2002                |
| Walter Aristizabal        | 2003 - 2003                |
| Néstor Otero              | 2004 - 2004                |
| Walter Aristizabal        | 2005 - 2006                |
| Carlos Navarrete Zuleta   | Octubre 2006 - Marzo 2007  |
| Hugo Castaño              | Marzo 2007 - Agosto 2007   |
| Hugo Gallego              | Agosto 2007 - Dic. 2007    |
| Edgar Ospina              | Enero 2008 - Mayo 2008     |
| Luis Fernando Suárez      | Mayo 2008 - Diciembre 2008 |
| Pedro Sarmiento           | Enero 2009 - Mayo 2009     |

| Nombre               | Periodo                      |
| -------------------- | ---------------------------- |
| Adrián Magnoli (e)   | Mayo 2009 - Junio 2009       |
| Quintabani           | Junio 2009 - Mayo 2010       |
| Walter Aristizábal   | Mayo 2010 - Septiembre 2010  |
| Einar Angulo         | Octubre 2010 - Abril 2011    |
| Julio Comesaña       | Abril 2011 - Septiembre 2011 |
| Alfredo Araujo       | Septiembre 2011 - Dic. 2011  |
| Octavio Zambrano     | Enero 2012 - Abril 2013      |
| Jesús Barrios        | Abril 2013 - Marzo 2014      |
| Jairo Aguirre        | Abril 2014 - Mayo 2014       |
| José Fernando Santa  | Mayo 2014 - Diciembre 2014   |
| Hernán Lisi          | Enero 2015 - Diciembre 2015  |
| Néstor Craviotto     | Enero 2016 - Diciembre 2016  |
| Alberto Bulleri      | Enero 2017 - Dic. 2017       |
| José Fernando Santa  | Enero 2018 - Dic. 2018       |
| Néstor Craviotto     | Dic. 2018 - Octubre 2020     |
| José Alexis Márquez  | Nov. 2020 - Dic. 2020        |
| Jorge Artigas        | Enero 2021 - Febrero 2021    |
| José Alexis Márquez  | Marzo 2021 - Mayo 2022       |
| Alejandro Restrepo   | Junio 2022 - Nov. 2023       |
| Leonel Álvarez       | Nov. 2023 - Junio 2024       |
| Luis Fernando Suárez | Junio 2024 - Abril 2025      |
| Rafael Dudamel       | Abril de 2025-presente       |

## Rivalidades

### Clásico cafetero
La rivalidad entre estas tres ciudades se remonta a mediados del siglo XX, cuando ambas pertenecían al Viejo Caldas donde en efecto su capital era Manizales, estas tensiones eran meramente políticas y económicas en ese entonces, debido al poco apoyo que recibían Pereira y Armenia por parte de la capital, estas discrepancias incrementaron a mediados de los años 60 cuando Risaralda y Quindío lograron separarse de Caldas, convirtiéndose en la rivalidad cultural y social que se conoce  hasta hoy.
El Clásico Cafetero es la rivalidad entre  Deportivo Pereira, Once Caldas y Deportes Quindío los cuales se han enfrentado en la Categoría Primera A,  Copa Colombia y el Torneo de Ascenso del Fútbol Profesional Colombiano.

### Con Once Caldas
Más conocido como el clásico del Eje Cafetero, un clásico con un historial que favorece al Caldas notoriamente, la diferencia radica en los últimos 30 años, desde la década de los 90, se han enfrentado 88 veces, el equipo de Manizales ha ganado 36 veces, han empatado en 35 ocasiones y 17 partidos han sido victorias Matecaña; de (1961-1989) jugaron 121 partidos, Caldas ganó 44, Pereira 43 y en 34 oportunidades dividieron honores.
|            | Liga | Torneo | Copa | Otros | Total |
| D. Pereira | 64   | 0      | 2    | 0     | 66    |
| Empate     | 68   | 0      | 2    | 0     | 70    |
| O. Caldas  | 83   | 0      | 2    | 0     | 85    |
| Total      | 218  | 0      | 6    | 0     | 224   |

Actualizado 28 de marzo del 2024[cita requerida]

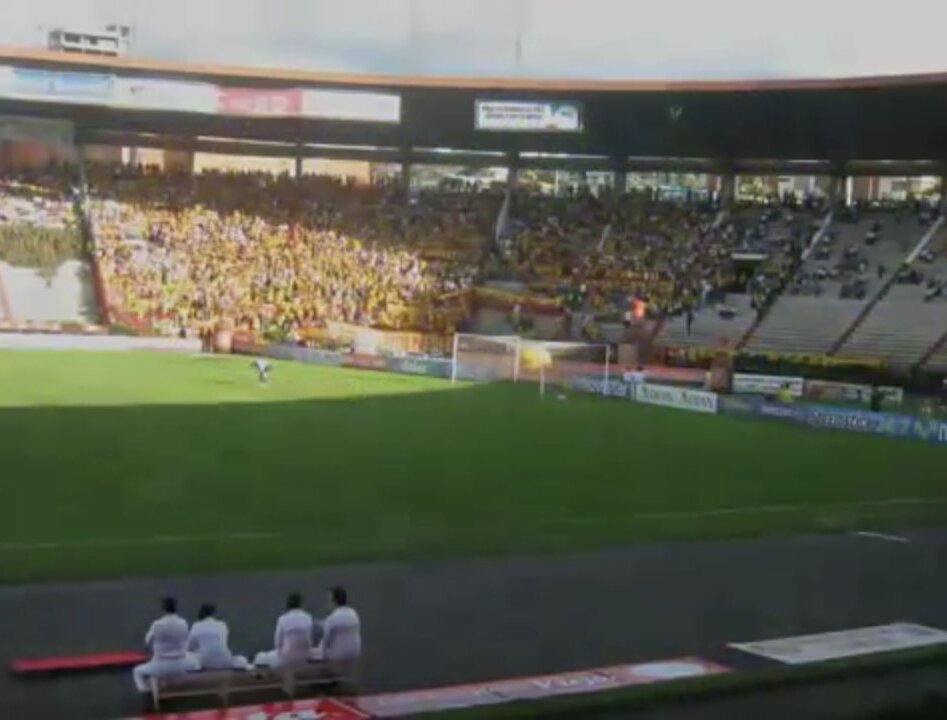
Deportivo Pereira, en Manizales.

En 1949 se enfrentaron por primera vez, entre Deportivo Pereira vs Deportes Caldas (Once Caldas en ese entonces), el primer partido en Manizales termina 5-4 a favor de los Caldenses y el encuentro disputado en la Perla del Otún concluye 1-0 a favor del visitante.
El Deportivo Pereira y Caldas como tal se enfrentaron por primera ocasión en 1961, ambos encuentros se impuso el cuadro Matecaña ante los albos 1-0 en condición de visitante y 3-1 en el Fortín de Libare.
Deportivo Pereira ha vencido al equipo albo en dos ocasiones por 5-1 en condición de local esto en 1964 y 1969: en una oportunidad ha ganado 5-2 eso en 1971; y su máxima victoria de visita fue de 2-4 en 1981, repasando los resultados más abultados que el cuadro Matecaña le ha propinado al conjunto de la ciudad de Manizales.
En cambio el equipo Manizaleño ha vencido en 4 ocasiones por el resultado de 5-1 a la plantilla Roji-Amarilla esto conseguido en (1979, 1996, 1997 y 2010) esto como local: también consiguiendo un 5-2 en el 2014 por Copa Colombia; el mayor número de anotaciones en un encuentro entre ambos, fue en la ciudad de Manizales donde el cuadro Blanco venció 7-3 al Deportivo Pereira esto en 1997 y la mayor victoria como visitante 1-4 en el Estadio Hernán Ramírez Villegas en una tarde de 1980.
La igualdad con más goles se dio el 6 de marzo del 2013 empate a 4 en la ciudad Caldense en la fase de grupos de la Copa Colombia en el Estadio Palogrande.
Para destacar en la última década el blanco de Manizales  tuvo la posibilidad de enfrentar en cuadrangulares en el Torneo Apertura 2006 al cuadro matecaña y en el Torneo Finalización 2010 al equipo milagroso,también fue verdugo en los descensos de ambos equipos en 1997 le ganó 0-1 a Pereira en el Estadio Hernán Ramírez Villegas y en el Torneo Finalización 2013 en la fecha 17 le ganó 3-0 a Quindío en el Estadio Palogrande.

### Con Deportes Quindío
Más conocido como el Clásico Cafetero, y tomó más relevancia desde que el onceno matecaña  se encontraba en la segunda división del rentado nacional, siendo este un clásico bastante parejo en cuanto a duelos ganados por ambas Instituciones. 
|            | Liga | Torneo | Copa | Otros | Total |
| D. Pereira | 70   | 15     | 2    | 0     | 87    |
| Empate     | 48   | 2      | 5    | 0     | 55    |
| D. Quindio | 67   | 9      | 9    | 0     | 85    |
| Total      | 184  | 26     | 16   | 0     | 226   |

Actualizado 13 de octubre del 2021[cita requerida]

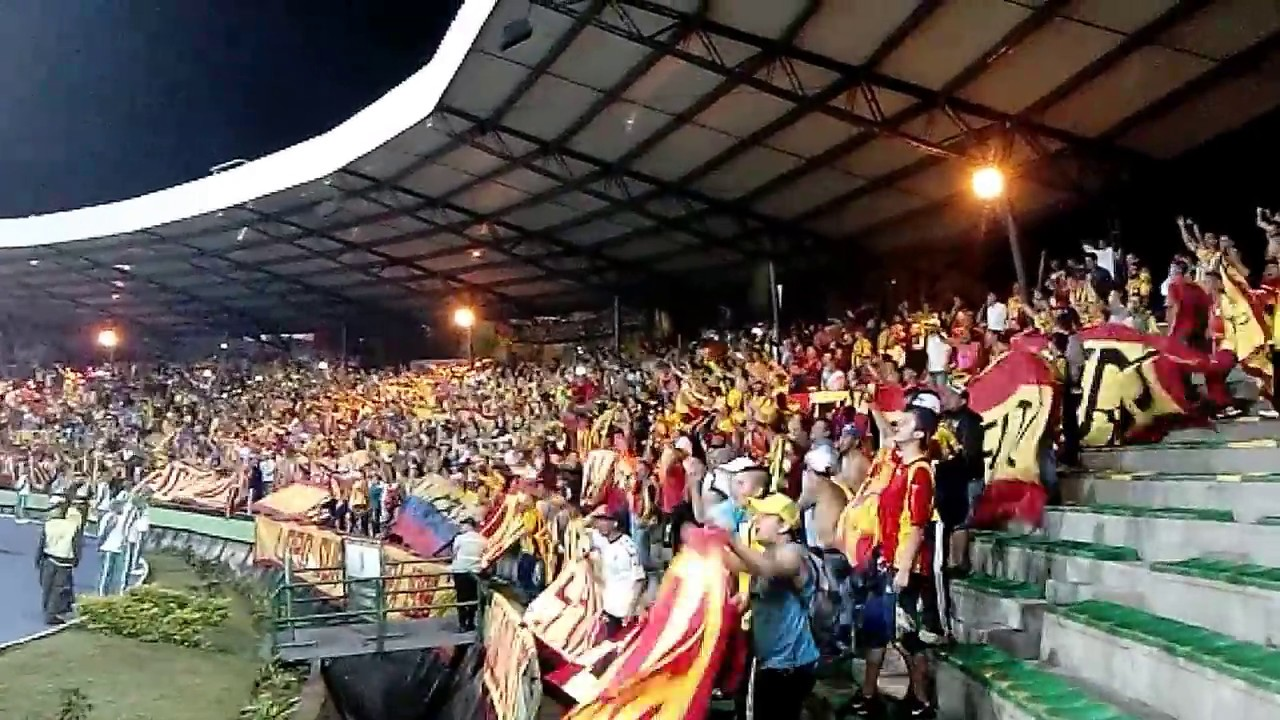
Lobo Sur, Centenario de Armenia,

El primer encuentro entre ambos se remonta al año 1951 en la ciudad de Pereira, donde el equipo local venció 4-2 a los cafeteros; y el partido de vuelta en la ciudad milagro terminó en un empate a 2 tantos.
El Pereira ha conseguido buenos resultados en condición de local. El cuadro Matecaña ha derrotado en 3 ocasiones al equipo de Armenia por un resultado de 5-2 esto en (1968, 1976 y 1980); también los ha sometido por un resultado 5-0, esto en 1963 y 1984 y además consiguiendo este mismo resultado en condición de visita a la ciudad de Armenia en el Estadio San José esto en 1952, siendo este la mayor goleada en esta condición.
Por su parte el Deportes Quindío ha conseguido encajarle 7 goles en más de una ocasión, estas en 1953 que salieron triunfantes 7-2 y en 1956 la victoria fue por un marcador de 7-1 esto en su condición de local; también le ha marcado en dos ocasiones una manita (5-0) en (1957, 1984); Y la mejor victoria en condición de visitante fue un (3-5) propinado en 1953
La igualdad con mayor número de anotaciones ha sido por un marcador de (3-3) esto ocurrido en dos momentos en (1981, 1987).
En segunda división el marcador más abultado es para el equipo milagroso, ganándole 4-0 al Deportivo Pereira en el 2015, en el Estadio Centenario de Armenia.
En el torneo de ascenso cuyabros y matecañas se enfrentaron en los cuadrangulares del torneo apertura y finalización de la Primera B 2019.

## Palmarés

### Torneos nacionales (1)
| Competición Nacional        | Títulos     | Subcampeonatos |
| --------------------------- | ----------- | -------------- |
| Categoría Primera A (1)     | 2022-II     |                |
| Categoría Primera B (2/1)   | 2000 y 2019 | 1998           |
| Copa Colombia (0/1)         |             | 2021           |
| Superliga de Colombia (0/1) |             | 2023           |

### Otros torneos nacionales
- Ganador del Torneo Apertura (Categoría Primera B) (1): 2019-I.
- Ganador del Torneo Finalización (Categoría Primera B) (1): 2019-II.
- Subcampeón de la Liguilla Betplay 2020 (Categoría Primera A) : 2020 .[135]

### Torneos juveniles
- Torneo Nacional de Reservas (1): 1978.
- Primera C (1): 1999.
- Copa Ciudad Pereira (4): 2003, 2009, 2019, 2022.
- Copa La Patria (1): 2021.
- Subcampeón Primera C (1): 2001.
- Subcampeón Torneo Nacional de Reservas (1): 2005.
- Subcampeón Copa Ciudad Pereira (1): 2016.